# Stor-Öratjärnen (Lidens socken, Medelpad, 696355-156171)
Stor-Öratjärnen är en sjö i Sundsvalls kommun och Timrå kommun i Medelpad och ingår i Indalsälvens huvudavrinningsområde. Sjön har en area på 0,244 kvadratkilometer och ligger 345,2 meter över havet. Sjön avvattnas av vattendraget Fuskingesån.

## Delavrinningsområde
Stor-Öratjärnen ingår i det delavrinningsområde (696163-156174) som SMHI kallar för Ovan Fuskbergtjärnsbäcken. Medelhöjden är 323 meter över havet och ytan är 17,22 kvadratkilometer. Det finns inga avrinningsområden uppströms utan avrinningsområdet är högsta punkten. Fuskingesån som avvattnar avrinningsområdet har biflödesordning 4, vilket innebär att vattnet flödar genom totalt 4 vattendrag innan det når havet efter 50 kilometer. Avrinningsområdet består mestadels av skog (80 procent) och sankmarker (12 procent). Avrinningsområdet har 0,24 kvadratkilometer vattenytor vilket ger det en sjöprocent på 1,4 procent.